# Agathe
Pour les articles ayant des titres homophones, voir Agate (homonymie) et Agat (homonymie).
Cette page présente le prénom Agathe ainsi que ses variantes.
Agathe est un prénom féminin, utilisé comme tel en français, danois, allemand, grec, norvégien, provenant du grec ancien αγαθος ou agathos, qui signifie « bon ». Similaire au prénom du poète Agathon d'Athènes.

## Variantes
- Ádega (galicien),
- Agata (italien, polonais, russe, slovène, suédois, tchèque),
- Agate (norvégien, poitevin)
- Agatha (anglais),
- Agda (suédois),
- Ågot, Aagot  (norvégien),
- Ágota, Agáta (hongrois),
- Águeda (espagnol, galicien, portugais).

## Personnes prénommées Agathe ou ses variantes
- Pour l'ensemble des articles sur les personnes portant ce prénom, consulter :
  - la liste des articles dont le titre commence par ce prénom
  - les listes produites par Wikidata : Liste des personnes de prénom « Agathe » — même liste en incluant les éventuels prénoms composés qui contiennent « Agathe ».

- Agatha :
  - Agatha Barbara, femme politique maltaise, première et seule femme présidente de la République de Malte.
  - Agatha Christie, femme de lettres britannique.
  - Agatha Deken, écrivaine néerlandaise.
  - Agatha Morton, joueuse de tennis britannique.

- Agathe :
  - Agathe Backer Grøndahl, pianiste et compositrice norvégienne.
  - Agathe Habyarimana, veuve de Juvénal Habyarimana, ancien président rwandais.
  - Agathe de La Fontaine, actrice française.
  - Agathe de Kiev.
  - Agathe de Rambaud, femme de chambre de la Maison des Enfants du Roi.
  - Agathe von Siebold (fi), muse de Johannes Brahms.
  - Agathe Uwilingiyimana, femme politique rwandaise, ancien premier ministre du Rwanda.

- Ágota :
  - Agota Kristof, écrivaine suisse.
  - Ágota Sebő, nageuse hongroise.

### Saintes
Il y a plusieurs saintes Agathe, notamment Agathe de Catane (ou Agathe de Sicile), une martyre chrétienne du IIIe siècle.